# ジョン・デレク
ジョン・デレク（John Derek, 1926年8月12日 - 1998年5月22日）は、アメリカ合衆国の俳優、映画監督。結婚歴が多い人物として有名である。

## 経歴
カリフォルニア州ハリウッド出身。容姿端麗なその風貌から早々に助演級の役を獲得しており、『オール・ザ・キングスメン』でブロデリック・クロフォードの息子役を演じたほか、『暗黒への転落』ではハンフリー・ボガートの相手役（ボガートはデレクに対して「良い面構えをしているよ。けど、それだけでは物足りない。まだまだヒヨッ子だ」と語っている）、『剣侠ロビン』でロビン・フッド役など、またさらには1956年の映画『十戒』でヨシュア役を演じた。
1951年、レフ・トルストイの又姪で女優のPati Behrs（1922年 - 2004年）と結婚。2人の子供をもうける。
監督・脚本家としても作品を残しており4人目の妻ボー・デレクが主演する4作品で監督をつとめた。しかし、そのほとんどはラジー賞を賑わせるほどの評価しか受けておらず、晩年はボー・デレクが主演する映画以外で監督をつとめることも無かった。1990年の『ゴースト・ラブ』が最後の映画監督作品。そのほかに、歌手シャナイア・トゥエインの楽曲"Whose Bed Have Your Boots Been Under?" と"Any Man of Mine" の2曲でミュージック・ビデオの監督をつとめた。

## フィルモグラフィ
- オール・ザ・キングスメン All The King's Men (1949) 出演
- 暗黒への転落 Knock on Any Door (1949) 出演
- コロラドの急襲The Outcast (1954) 出演
- 十戒 The Ten Commandments (1956) 出演
- 栄光への脱出 Exodus (1960) 出演
- ファンタジー Fantasies (1981) 監督・脚本
- 類猿人ターザン Tarzan The Ape Man (1981) 監督・撮影
- ボレロ/愛欲の日々 Bolero (1984) 監督・脚本
- ゴースト・ラブ Ghosts Can't Do It (1990) 監督・脚本・撮影・編集